# Thomas Howes
Thomas Howes (1986) é um ator e músico inglês. Ele treinou na Guildhall School of Music and Drama.
Ele é mais conhecido por ter atuado como William Mason, o segundo lacaio na série da ITV, Downton Abbey, e atuou como o jogador do time do Manchester United, Mark Jones no filme de 2011 do Desastre aéreo de Munique, chamado United. Ele também fez performances nos palcos nos papéis de Dickie em The Winslow Boy no Theatre Royal, Bath. e Scripps em The History Boys (o tour pelo Reino Unido da Royal National Theatre), e no rádio no papel de Joseph Prado em Tulips in Winter. Ele também atuou no papel de Little Ralf na série "The Mystery of Little-Under-Standing" da BBC junto com ChuckleVision.  Ele representou Winston Churchill em um episódio da sexta temporada da série de televisão canadense, Murdoch Mysteries.